# 越前市武生南小学校
越前市武生南小学校（えちぜんし たけふみなみしょうがっこう）は、福井県越前市武生柳町にある公立小学校。

## 沿革
- 1900年（明治33年） - 武生第二尋常小学校として認可。
- 1901年（明治34年） - 武生第二尋常小学校が開校。4月3日に開校式を挙行。
- 1926年（大正15年） - 高等科を併置し、武生南尋常高等小学校と改称。
- 1935年（昭和10年） - 南校舎、北校舎、講堂等改築落成。国旗掲揚塔設置。
- 1941年（昭和16年） - 国民学校令により、武生町南国民学校と改称。
- 1947年（昭和22年） - 学制改革により、武生町立武生南小学校と改称。
- 1948年（昭和23年） - 武生町の市制施行、および神山東小学校を合併し、武生南小学校と改称。
- 1949年（昭和24年） - 武生市武生南小学校と改称。
- 1950年（昭和25年） - 創立50周年記念式典を挙行。子供郵便局開設。
- 1951年（昭和26年） - 金工室を給食調理室に改造し、完全給食実施。
- 1953年（昭和28年） - 給食室完成。
- 1964年（昭和39年） - 北校舎竣工（普通教室12、特別教室2の鉄筋3階）。
- 1965年（昭和40年） - プール竣工。
- 1975年（昭和50年） - 南小学校校舎改築同盟会を結成。「南の子のねがい」扁額が完成。北校舎に6教室が増築し、竣工。
- 1976年（昭和51年） - 南校舎改築起工式挙行。
- 1977年（昭和52年） - 校区変更により、住吉と堀川町から通う児童は東小学校へ、平和町から通う児童は西小学校へ、それぞれ転校。南校舎改築落成。
- 1978年（昭和53年） - 北校舎西端に給食室・図工室・家庭室の増築竣工。新体育館建築着工。
- 1979年（昭和54年） - 体育館改築落成。
- 1980年（昭和55年） - 本館建築完成。
- 1981年（昭和56年） - 創立80周年記念及び全館改築落成の両式典を挙行｡
- 1988年（昭和63年） - 南小学校校庭拡張期成同盟会を結成。
- 1992年（平成4年） - 体育館西側溝完成。
- 1993年（平成5年） - 大型遊具校庭に完成。校庭拡張・プール竣工｡
- 1995年（平成7年） - 体育館屋根葺き替え。
- 1997年（平成9年） - 南校舎屋上周囲フェンス取り付け工事。
- 1998年（平成10年） - 北校舎1・2・3階男女便所全面改修工事。給食室全水道管を直圧に取替。
- 2000年（平成12年） - 創立100周年記念式典を挙行。校訓碑「生命かがやく子」除幕。
- 2001年（平成13年） - 休養室（保健室内）改造工事完成。屋外便所新築。ふれあい広場通路増築。パソコン機器40台設置。南校舎外壁補修。
- 2003年（平成15年） - 木製机・椅子に取替。南校舎電灯増設工事。
- 2004年（平成16年） - 校庭改修及びバックネット改修。体育館駐車場整備。
- 2005年（平成17年） - 体育館ギャラリー・スタジオ天井補修。体育館器具室天井改修。合併により越前市武生南小学校と改称。
- 2006年（平成18年） - 帰国・外国人児童生徒教育支援体制モデル事業を開始。
- 2007年（平成19年） - 校門南ブロック塀改修。帰国・外国人児童生徒受入促進事業継続。
- 2008年（平成20年） - 帰国・外国人児童生徒受入促進事業継続。
- 2009年（平成21年） - 家庭室、図工室改修。北校舎、給食室改築工事。新給食室完成。遊具（吊り輪、丸太渡り）を設置。
- 2010年（平成22年）- 北校舎竣工式挙行。創立110周年記念行事開催。
- 2011年（平成23年） - 南校舎・中校舎耐震補強工事着工し、工事完了。
- 2012年（平成24年） - コア・ティーチャー養成事業研究指定・公開授業を実施。
- 2014年（平成26年） - 大プール床面改修工事。
- 2015年（平成27年） - 小プール床面改修工事。
- 2020年（令和2年） - 創立120周年記念行事開催。
- 2021年（令和3年） - 1人1台タブレット端末貸与。GIGAスクール開始。
- 2023年（令和5年）-体育館の改修工事開始
- 2024年  (令和7年)  -体育館の改修工事終了

## 校訓
「生命かがやく子」
- 教育目標：豊かな人間性を持ち、心身ともに健康で、創造力と実践力に富んだたくましい児童を育成する。
- めざす児童像：心豊かな子　健康な子　自ら学ぶ子

## 通学区域と進学先中学校
出典

### 通学区域
- 南1丁目
- 南2丁目
- 南3丁目
- 武生柳町
- 若竹町
- あおば町
- 神明町
- 豊町
- 姫川1丁目
- 姫川2丁目
- 文京1丁目
- 文京2丁目
- 御幸町
- 東千福町
- 行松町
- 妙法寺町
- 松森町
- 月見町
- 畷町
- 常久町
- 三ツロ町
- 千福町

### 進学先中学校
- 越前市武生第二中学校

## 周辺
- 金津福祉会越前たけふサンホーム - 越前市道をはさんで、敷地が隣接。
- 武生南公民館
- 武生市立武生南幼稚園
- 武生南児童センター
- 窓安寺
- 越前市営武生南団地
- このほか、窓安寺以外の寺院も点在する。

## アクセス
- 福井鉄道バス王子保・河野線
  - 「栄町」バス停より徒歩2分。
  - 「保健所前」バス停より徒歩3分。
- 越前市市民バス市街地循環南ルート
  - 「上総社」バス停より徒歩3分。
  - 「若竹町」バス停より徒歩4分。